# Samoa Amerykańskie na Letnich Igrzyskach Olimpijskich 2016
Samoa Amerykańskie na Letnich Igrzyskach Olimpijskich reprezentowało 4 zawodników. Był to 8. start reprezentacji Samoa Amerykańskie na letnich igrzyskach olimpijskich.
Najmłodszym zawodnikiem tej reprezentacji na tych igrzyskach jest 19-letnia lekkoatletka, Jordan Mageo, natomiast najstarszym 31-letni judoka, Benjamin Waterhouse.

## Skład reprezentacji

### Judo
| Benjamin Waterhouse | waga do 73 kg mężczyzn | BYE | Chamara Repiyallage L 000–101 | NQ | NQ | NQ | NQ | NQ | NQ | NQ | NQ |

### Lekkoatletyka
| Zawodnik      | Konkurencja            | Eliminacje | Eliminacje | Ćwierćfinał | Ćwierćfinał | Półfinał | Półfinał | Finał | Finał   |
| Zawodnik      | Konkurencja            | Wynik      | Miejsce    | Wynik       | Miejsce     | Wynik    | Miejsce  | Wynik | Miejsce |
| ------------- | ---------------------- | ---------- | ---------- | ----------- | ----------- | -------- | -------- | ----- | ------- |
| Isaac Silafau | bieg na 100 m mężczyzn | 11,51      | 5.         | NQ          | NQ          | NQ       | NQ       | NQ    | NQ      |
| Jordan Mageo  | bieg na 100 m kobiet   | 11,73      | 6.         | NQ          | NQ          | NQ       | NQ       | NQ    | NQ      |

### Podnoszenie ciężarów
| Zawodnik            | Konkurencja            | Rwanie | Rwanie                   | Podrzut                  | Podrzut                  | Razem                    | Pozycja                  |
| Zawodnik            | Konkurencja            | Wynik  | Pozycja                  | Wynik                    | Pozycja                  | Razem                    | Pozycja                  |
| ------------------- | ---------------------- | ------ | ------------------------ | ------------------------ | ------------------------ | ------------------------ | ------------------------ |
| Tanumafili Jungblut | waga do 94 kg mężczyzn | 141    | Nie ukończył konkurencji | Nie ukończył konkurencji | Nie ukończył konkurencji | Nie ukończył konkurencji | Nie ukończył konkurencji |